# Винарсько
Вина́рсько (болг. Винарско) — село в Бургаській області Болгарії. Входить до складу громади Камено.

## Населення
За даними перепису населення 2011 року у селі проживали 480 осіб.
Національний склад населення села:
| Національність   | Кількість осіб | Відсоток |
| ---------------- | -------------- | -------- |
| болгари          | 430            | 90,3%    |
| турки            | 0              | 0%       |
| інша             | 40             | 8,4%     |
| Всього відповіли | 476            |          |

Розподіл населення за віком у 2011 році:
Динаміка населення: